# Ismail Mokadem
Ismail Mokadem (ur. 26 lipca 1996) – marokański piłkarz, grający na pozycji środkowego obrońcy. W sezonie 2020/2021 zawodnik Renaissance Berkane.

## Kariera klubowa
Wychowanek Renaissance Berkane, w zespołach juniorskich występował do 1 stycznia 2018 roku.
W pierwszej drużynie zadebiutował 19 sierpnia 2018 roku w meczu Afrykańskiego Pucharu Konfederacji przeciwko Al Hilal Omdurman, wygranym 0:2. Pierwszą bramkę strzelił 17 lutego 2019 roku w meczu przeciwko Difaâ El Jadida, zremisowanym 1:1. Do siatki trafił w 2. minucie, a asystował mu Omar Namsaoui. Pierwszą asystę zaliczył w tym samym sezonie, 1 kwietnia 2019 w meczu przeciwko Olympique Khouribga, również zremisowanym 1:1. Asystował przy golu Kodjo Laby w 42. minucie. W 2020 roku zdobył z zespołem z Berkane Afrykański Puchar Konfederacji. Łącznie dla Renaissance Berkane rozegrał 65 ligowych meczów, strzelił gola i zanotował 2 asysty.